# 三都主
三都主（日语：三都主 アレサンドロ，1977年7月20日—），原名亚历山德罗·多斯桑托斯（葡萄牙語：Alessandro dos Santos），已退役巴西裔日本足球運動員，司職後衛，前日本國家足球隊成員。

## 俱樂部生涯
1993年8月，因为通过练习比赛的优异表现，得到了专程赶来巴西挑选留学生的明徳义塾中学负责人的认可，原本出身普通的三都主，幸运地拿到了去往日本学习深造的机会。
自此之后，20岁的三都主还以毕业生的身份，加入了日职联赛球队清水心跳 。1999年賽季22岁的三都主成为了日职联赛历史上最年轻的年度MVP。2004年三都主来到了日职联赛劲旅浦和红钻，以追求联赛冠军。
国家队和球队的出色表现让三都主收到了来自欧洲球队的关注，在世界杯过后三都主加盟奥地利球队萨尔茨堡红牛，开始了两年的旅欧生涯，并且随队拿到了联赛冠军。 
2008年三都主重回浦和红钻 ，却因伤在一整年的比赛中只出场了一次，复出后状态亦是大不如前。职业生涯后期三都主先后效力于名古屋鲸鱼 和FC岐阜 ，并在2015年合同期满后回到了巴西踢球。

## 國家隊生涯
他第一次代表日本国家足球队出场是在友谊赛中以1-0击败乌克兰。
凭借着身体强壮、速度快以及出色的脚法迅速入选日本国家足球队，代表日本参加了2002年世界杯以及2006年世界杯 。在他的帮助之下日本在2002年世界杯H组中以三战全胜的战绩力压比利时以小组第一出线。

## 外部連結
- 三都主官方网站
- 三都主 – FIFA國際賽競賽紀錄 (存檔)
- 三都主在 National-Football-Teams.com 上的出场纪录
- Japan National Football Team Database
- 日本職業足球聯賽中的三都主 （日語）
- No divided loyalties for Alex（页面存档备份，存于）, FIFAworldcup.com, June 22, 2005